# 미워 미워 미워
"미워 미워 미워 "는 1982년에 개봉한 대한민국의 영화이다.

## 캐스팅
- 임동진
- 안소영
- 김진애
- 윤준희
- 최신영
- 유경애
- 진봉진 (우정출연)
- 정희정 (우정출연)